# Jacques Nanteuil
Pour les articles homonymes, voir Nanteuil.
Daniel Eugène Gaston Giraudias dit Jacques Nanteuil, né le 7 avril 1878 à Palluau (Vendée) et mort le 3 février 1967 à Niort, est un poète, écrivain catholique. 
Il est licencié en droit et en histoire. Il est critique littéraire.

## Œuvres
- Le témoignage d'une génération / Jacques Nanteuil, Maurice Brillant, Paul Maubert [et al.] / Paris : Bloud et Gay , 1924
- L'inquiétude religieuse et les poètes d'aujourd'hui : essais sur Jules Laforgue, Albert Samain, Charles Guérin, Francis Jammes / Jacques Nanteuil / Paris : Bloud & Gay , 1925
- Le bon citoyen de la cité moderne : Le devoir de servir - Le courage de penser - La nécessité d'une doctrine de vie / Paul Bureau ; Avant-propos par Paul Gemähling ; Supplement : les idées et les livres [par] Paul Archambault, B. Amoudru, Jacques Nanteuil [et al.] / Paris : Bloud & Gay , 1926
- Les Refuges,  Paris, Editions de la Nouvelle Journée, 1927, 87 p. Prix Artigue de l’Académie française en 1929
- Un grand débat catholique et français : Témoignages sur l'Action française / J. Vialatoux, G. Bidault, J. Hours [et al.] ; Supplément : les idées et les livres [par] P. Archambault, B. Amoudru, Jacques Nanteuil [et al.] / Paris : Bloud & Gay , 1927
- L'âme russe / N. Berdiaef, S. Boulgakof, M. Zdziechowski [et al.] ; Supplément : les idées et les livres [par] Paul Archambault, Jacques Nanteuil, Bernard Amoudru [et al.] / Paris : Bloud et Gay , 1927
- Où chercher le réel ? / Jacques Chevalier, A. Forest, Victor Carlhian [et al.] ; Supplément : les idées et les livres [par] Paul Archambault, Bernard Amoudru, Jacques Nanteuil [et al.] / Paris : Bloud & Gay , 1927
- Le vainqueur de Tombouctou : ou l'histoire prodigieuse et véridique de René Caillé, fils du peuple : récit d'aventures inédit / André Lamandé / Jacques Nanteuil / Paris : Rustica , 1928
- La Vie de René Caillié, vainqueur de Tombouctou. Avec un portrait et une carte / André Lamandé, Jacques Nanteuil / Paris : , Impr. et libr. Plon , 1928
- Eugénisme et Morale / Édouard Jordan ; Supplément : les idées et les livres [par] P. Archambault, J. Nanteuil, R. Aigrain [et al.] / Paris : Bloud et Gay , 1931
- Ferdinand Brunetière / par Jacques Nanteuil / Paris : Bloud et Gay , 1933
- Fondements d'une culture chrétienne / Henri Davenson ; supplément : Paul Archambault, René Aigrain, Jacques Nanteuil / Paris : Libr. Bloud & Gay , 1934
- Sainte Radegonde princesse barbare et reine de France / Paris : Bloud et Gay , 1938
- René Caillié / Antoinette André-Lamandé et Jacques Nanteuil / Paris : impr.-édit. Plon , 1938. (30 juin.)
- La Vie de Rene Caille : Vainqueur de Tombouctou / André Lamande / Paris : Plon , 1939
- L'Épopée missionnaire de Théophane Vénard / Jacques Nanteuil / Paris : Bloud et Gay , 1950
- Henri de la Rochejaquelein : le généralissime de vingt ans / Jacques Nanteuil / Paris : A. Bonne, 1952, prix Thérouanne de l’Académie française en 1953
- Le Fanal exhaussé : cinquante ans d'activité littéraire de Jacques Nanteuil / Préface de Henri Pourrat / Niort : Éditions des Cahiers de l'Ouest , 1955
- A travers la Saintonge romane / Jacques Nanteuil ; lithographies d'Hélène Besnard-Giraudias/ Niort : Ed. Nicolas , 1960
- L'Enfant perdu dans la forêt : souvenirs... / Jacques Nanteuil / Fontenay-le-Comte : impr. P. et O. Lussaud frères , 1964
- Sur les chemins d'eau : Sèvre niortaise et Marais poitevin / Jacques Nanteuil ; préface d'Ernest Pérochon ; illustrations de Louis Suire / 2 éd / [La Rochelle] : Mélusine , 1978
- Marais Poitevin : de la mer à la Venise verte / photographies de Jean-Luc Chapin ; carnet de route Eric Bonneau ; poème de Marc Desombre, Ariane Dreyfus, Joseph-Julien Guglielmi ; texte de Charles Soubeyran et Marguerite de Navarra ; Marcel Chabot, Georges L.Godeau, Jacques Nanteuil... / Pessac : La Part des Anges éditions , 2002
- La vie de René Caillié : vainqueur de Tombouctou / André Lamandé et Jacques Nanteuil / Paris : Plon , DL1928, cop 1928
- Les témoins de la guerre : Pages de critique / Jacques Nanteuil / Paris : Librairie de "La Démocratie" , [19..]
- La vie littéraire et artistique. Deux Poitevins: l'abbé Frémont. Jean Richard Bloch / Paris : Bloud & Gay , [1932]
- La Révolution allemande / Wladimir d'Ormesson ; supplément de Paul Archambault, Jacques Nanteuil [et al.] / Paris : Bloud & Gay , [1933]
- Le Val de Sèvre du pays de Mélusine au Marais poitevin / Jacques Nanteuil ; Gravure originale de Mme H. Besnard-Giraudias / Niort : Editions Saint-Denis , [1949]
- Poèmes de printemps et d'automne / Jacques Nanteuil ; illustrations de Mme Besnard-Giraudias ; présentation du choix par Maurice Rat / Blainville-sur-Mer : L'amitié par le livre , [1962?]
- Sainte Radegonde : princesse barbare et reine de France / Jacques Nanteuil / Coulommiers : Dualpha éd. , cop. 2007
- Le problème de la philosophie catholique / Maurice Blondel ; Supplément : les idées et les livres [par] Paul Archambault, Maurice Desbiens, Jacques Nanteuil, [et al.] / 8e ed. / Paris : Bloud et Gay , impr. 1932